# バルカン戦線
本稿は、第二次世界大戦の全期間に渡るバルカン半島の状況を概観することを目的とする。
個別の事象については優れた記事が多々あるので、この戦域をより深く知りたい方はリンク先も合わせて参照されることをお勧めする。

## 総論
「欧州の火薬庫」と呼ばれ、サラエボ事件と共に第一次世界大戦の発端ともなったバルカン半島は、この時代も政治・民族・宗教など現地住民が対立する要素に事欠かない状況にあり、第二次世界大戦においても枢軸国・連合国側双方でさまざまな国・勢力が入り乱れて戦った。
この時のバルカン半島諸国の政治的立ち位置は
- イタリアに侵略された国（アルバニア、ギリシャ）
- ドイツに侵略された国（ユーゴスラビア、ギリシャ）
- ドイツに加勢した国（ルーマニア、ブルガリア）
- 中立国（トルコ）

に大別できるが、いずれの国も好み勇んでと言うよりは、周辺国・他戦線の戦火が飛び火する形で戦争に巻き込まれていったのが特徴的である。

## 概要

### 戦間期のバルカン半島
第一次世界大戦ではバルカン半島も戦場となった。セルビア、ルーマニア、ギリシャは協商側、ブルガリアとオスマン帝国、そしてオーストリア＝ハンガリーは中央同盟側で戦った。1918年、戦争が終わるとバルカン半島の国境線は引き直された。ブルガリアとトルコはセーブル条約とヌイイ条約によって領土を縮小され、一方ルーマニアは領土を二倍近くに増やした。そしてオーストリア＝ハンガリーはサン・ジェルマン条約とトリアノン条約によって解体され、バルカン半島部の旧領はアルバニアと、紆余曲折を得てユーゴスラビアという一つの国に再編成された。ギリシャは大戦終結直後にエーゲ海の島々と小アジア半島の領土をさらに奪おうとトルコ領内へ侵攻したが、体制が変わったトルコの予想外の善戦で撃退された。
これ以外にもバルカン半島の諸国は例外なく周辺国と領土問題を抱えており、さらに当時ヨーロッパで流行した民族自決主義がこの地域に紛争の火種を植え付けていた。絶えず国境線が変わり続けてきたバルカン半島は、様々な人種・宗教が同じ地域に入り混じっており、取りこぼしのない形で民族ごとに国境線を引くなど不可能に近い土地だったからである。
こうしてバルカン半島諸国が政治的に不安定でいる一方、アドリア海の対岸イタリアでは同様の戦後の混乱の中で、ファシスト党が力を伸ばしていた。
ローマ進軍で政権を奪取したファシスト党のベニート・ムッソリーニは、ほどなくバルカン半島侵略の意図をあからさまにし始める。

### イタリアのアルバニア併合とギリシャ侵攻
（未回収のイタリア）、（ガブリエレ・ダヌンツィオ）
（イタリアのアルバニア併合）（イタリアの対仏参戦）も参照
イタリアはムッソリーニ率いるファシスト党政権の下で、国民を煽って自国内の政情不安を抑える方策として、19世紀の王国統一以来の課題である「未回収のイタリア」併合、そして東地中海一帯を自国の勢力圏下に置こうという「我らが海」構想を推し進めていた。1939年4月、イタリアは国王ゾグを追放してアルバニアを併合。ここを橋頭堡として、いまや消滅した宿敵オーストリア＝ハンガリーの旧領（そしてファシスト党が継続性を主張するローマ帝国の旧領でもある）バルカン半島への進出を目論んでいた。しかしイタリアは1929年の世界恐慌以来経済が低迷しており（格下以下と思われていた）エチオピアへの侵攻を上回るような大きな戦争ができる状況ではなかった。このためファシズムの後輩であるナチス・ドイツとポーランド、フランス、イギリスの間で1939年9月に始まった第二次世界大戦にも、当初は介入しない方針を示していた。
ところが1940年5月、ドイツの奇襲でフランスが崩壊すると状況が変わる。ヨーロッパ全域がドイツの勢力圏下になる可能性も出てきた今は、イタリアにとって地中海一帯で火事場泥棒を働く好機と映ったのである。こうしてイタリアは第二次世界大戦に参戦。フランスからサヴォア・ニースを奪還し、さらに1940年10月28日、アルバニアの南隣ギリシャへ侵攻を開始する。
ところが、すぐにイタリアの計算が狂う。格下と思われていたギリシャ軍の前にイタリア軍は惨敗。アルバニア領内まで逆に侵攻される事態になってしまったのである。

### ドイツのユーゴスラビア・ギリシャ侵攻
1941年の戦闘の詳細は（バルカン半島の戦い）に譲る
（イタリアのギリシャ侵攻、ユーゴスラビア侵攻、北アフリカの戦い）も参照
1940年11月3日、ギリシャ支援のためイギリス軍がペロポネソス半島に上陸した。この事態を看過しがたい危機と捉えたのがナチス・ドイツのヒトラーである。
当時ヒトラーは英本土上陸作戦を諦め、戦争の長期化へ備えて石油を確保するため1941年の春に（前年の冬戦争で格下のフィンランド相手に苦戦した）ソ連へ侵攻する計画を進めていた。ところがもしギリシャが連合国軍の橋頭堡になり、バルカン半島に戦線が築かれると、この計画が成立しなくなる恐れが出てきたのである。
12月13日、ヒトラーはギリシャ侵攻のための「マリタ」作戦の立案を下命。ところが、ここでさらにイタリアが問題を起こした。12月6日、北アフリカの伊領リビアからエジプトへ侵攻したイタリア軍が、イギリス軍の反撃に遭って惨敗、リビア領内まで敗走を開始したのである。ドイツ軍は同盟国救援のため、想定外の戦域へ二か所も、ソ連侵攻に動員する予定の戦力を回さなければならなくなった。
ドイツの計算はさらに狂った。延期しつつもソ連侵攻の準備を進めるため、ヒトラーは1940年冬から41年の春にかけてハンガリー、ルーマニア、ブルガリアとの間に同盟関係を構築していたが、1941年3月27日、最後に残ったユーゴスラビアとようやく同盟を成立させた二日後、同国でクーデターが起こり、ユーゴスラビアが連合国側に回った。
ヒトラーは、バルカン半島をこれ以上放置することはできなかった。こうして1941年4月6日、ドイツ軍はユーゴスラビアとギリシャへ侵攻した。

#### 絡み合う領土問題
（第二次世界大戦下のルーマニア）も参照
時計の針は少し戻るが、ルーマニアとブルガリアは1939年9月の開戦時には中立を宣言していた。だがルーマニアは1940年6月26日、この時はドイツと不可侵条約を結んでいたソ連の圧力で、係争地域だったベッサラビアとブコヴィナの割譲（ベッサラビアは革命の混乱に乗じてロシア帝国から奪った土地なので、見方を変えれば返還）を強いられた。さらにこの弱腰が祟り、今度はドイツの圧力でブルガリアへドブルジャの割譲（これも第一次世界大戦の結果ブルガリアから奪った土地なので、立場を変えれば返還）、ハンガリーには北トランシルヴァニアの割譲（これも同様）を迫られた。ルーマニアはこの事態に反発したが、プロエスティの石油利権を手放すことなど考えられないドイツは同国の政治情勢に介入して、親独派のアントネスク政権を樹立した。ブルガリアはドイツに借りができたが、悲願である第一次世界大戦、そして二度のバルカン戦争で失った領土の完全回復にはまだ遠かった。
従って、この二国とハンガリーからすれば、ドイツがソ連に、そしてユーゴスラビアとギリシャに侵攻するならば、それに加勢すれば最も簡単に失地回復が図れるという状況が現出していた。そのため4月6日の作戦開始時、ハンガリー軍はユーゴスラビアに、ブルガリア軍はギリシャに侵攻するドイツ軍の一翼を担ったのである。

#### 開いてしまった魔女の鍋
（ユーゴスラビア侵攻）
（ギリシャの戦い）、（クレタ島の戦い）も参照
ギリシャはメタクサス首相を失いつつも激しく抵抗したが、徐々に枢軸軍に圧倒されていった。そして1941年5月30日、最後の拠点となったクレタ島からイギリス軍が撤退し、バルカン半島は完全に枢軸国の勢力圏下となった。
ギリシャは政府と軍隊が国外に亡命し、国土はイタリア、ブルガリア、ドイツに分割占領された。またユーゴスラビアでも政府が亡命し、国内は半独立のクロアチアとセルビアに分割された上、ドイツとイタリアに直接占領される地域、さらにハンガリー、ルーマニア、ブルガリアに占領される地域までありと、国内に複雑な境界線が何本も引かれた。さらに悪いことには、ドイツ軍は直後にソ連侵攻を控えてバルカン半島にあまり戦力を割ける状況になかったため、この地域は圧倒的な軍事力を有する組織も、頭一つ抜けた政治力を持つ組織もいないという混沌とした状態に陥ってしまった。これは必然的に占領軍に従う者、抵抗する者、多様な主張を掲げる政治勢力と武装組織が乱立する事態を招いた。
そして以後、枢軸側勢力は、現地の治安維持のための先の見えないゲリラ掃討戦に悩まされ続けるのである。
（ギリシア国、クロアチア独立国、セルビア救国政府）も参照
ユーゴスラビアの共産党系レジスタンスは「パルチザン」として有名になったが、彼らは占領軍と戦うのみならず、レジスタンス同士でも血で血を洗う抗争を繰り広げた。特にユーゴスラビア軍残党を主体とするミハイロヴィッチ率いる「チェトニク」はチトー率いるパルチザンと折り合いが悪く、共闘どころかチェトニクはやがて「敵の敵は味方」の理屈で枢軸軍に取り込まれていった。ドイツ軍はこれ以外にも占領下の地域で義勇兵部隊を組織しゲリラ狩りに投入、半世紀後に起きるユーゴ内戦を先取りするような殺し合いを激化させていった。なお、ドイツ軍は何度もチトーの逮捕や暗殺を試みたが、いずれも成功しなかった。
（ウスタシャ、チェトニク、パルチザン）
（第13SS武装山岳師団、第21SS武装山岳師団、第7SS義勇山岳師団）
（ユーゴスラビア人民解放戦争）、（ネレトヴァの戦い）も参照

### 独ソ戦
（バルバロッサ作戦）
（オデッサの戦い）も参照
1941年6月22日、ドイツ軍は予定より一ヶ月遅れてソ連侵攻を開始。ソ連との間に領土問題を抱えていたルーマニアとハンガリーは侵攻軍の一翼を担った。一方歴史的にロシアに親近感を持っていたブルガリアは直接参戦はしなかった。しかしルーマニア軍はドイツ軍と比べれば弱体であり、1942年11月19日からのソ連軍反攻「ウラン」作戦の際ソ連軍に狙い撃ちにされ壊走。第二次世界大戦全体の折り返し点の一つとなったスターリングラード攻防戦での敗北の原因の一端を担ってしまった。
（天王星作戦）も参照

### イタリアの脱落
（イタリアの降伏）、（ドデカネス諸島の戦い）
（ミンスミート作戦）も参照
1943年5月、北アフリカでの戦いは終わり、7月10日、シチリア島に連合国軍が上陸。25日、イタリアで政変が起こりムッソリーニは失脚した。9月3日、ついにイタリア半島に連合国軍が上陸すると、9日にイタリアは降伏し、さらに連合国側へ寝返り、同時にドイツに制圧されて二つに分断された。
これより前、バルカン半島では現地の占領業務はドイツ軍とイタリア軍の共同で行われていたが、降伏を受け同地のイタリア軍は武装解除された。折しも連合国軍はドイツに対し、次の大規模上陸はギリシャで行われる旨の偽情報を掴ませることに成功していた時であり、以後、ドイツは事実上単独で、いつ来るか分からない連合国軍の上陸作戦に備えてバルカン半島の長大な海岸線を防衛することを強いられた。また、降伏したイタリア軍の武器弾薬はあらゆるゲリラ、レジスタンス、パルチザンの手にも渡り、彼らの火力を増強した。そしてこれ以降、ドイツ軍はギリシャ、ユーゴスラビアとアルバニアで、より一層困難なゲリラ討伐戦を続けることを強いられるようになった。
1943年8月1日、連合国軍はドイツの最重要戦略拠点だったルーマニアのプロエスティ油田を空襲した。戦況が枢軸側に不利になっているのは明白だったが、どの国も、最初は自国に都合のいいように利用しようとしたはずのドイツに、もはや手を切ることなどできないほどに取り込まれてしまっていた。
この間、連合国軍首脳は会談を重ね戦後のヨーロッパの勢力分けを行っていた。1944年10月9日、モスクワでのチャーチルとスターリンの直接会談により、バルカン半島諸国はギリシャはイギリス、ユーゴスラビアは折半、他はソ連の勢力圏とする合意（パーセンテージ協定）がなされた。

### バルカン半島の「解放」
（バグラチオン作戦）、（ヤッシー＝キシナウの戦い）も参照
1944年6月22日、ソ連軍は大規模な総反攻「バグラチオン」作戦を発動。前年7月のクルスクの戦い以降、じわじわと西へ押し返されていたドイツ軍はついに崩壊し、戦線は一気にポーランドへ、そしてハンガリー、ルーマニア、ブルガリア国内へとなだれ込んできた。
1944年8月20日、ソ連第2・第3ウクライナ方面軍がルーマニア領内への侵攻を開始。これを受けて8月23日にルーマニア、26日にハンガリーが相次いでドイツとの同盟を解消、さらに8月25日にはルーマニア、9月8日にはブルガリアがドイツに対し宣戦布告した。しかしソ連はそのような窮余の寝返りを容認せず、ルーマニア軍とブルガリア軍は1944年11月28日にソ連軍に編入され、同年10月15日のドイツ軍による「パンツァーファウスト」作戦で戦線離脱の機会を逃したハンガリーに対する攻撃の一翼を担わされた。そして各国は戦後までソ連の占領下に置かれることになった。
（ブダペストの戦い）、（ウィーン攻略戦）、（プラハの戦い）も参照
ギリシャとアルバニア、ユーゴスラビアでは、1944年夏に東部戦線が崩壊すると同地に駐留するドイツE軍集団、F軍集団が総退却に移った。1944年10月4日にはギリシャにイギリス軍が上陸、エーゲ海の島々と一握りの都市がドイツ軍占領下に残るのみとなった。11月29日にはホッジャ率いるパルチザンがアルバニアを掌握し、ユーゴスラビアでもドイツ軍は敗走を重ねるばかりとなった。ドイツ軍がそれまでパルチザンの捕虜に何をしてきたかを考えれば、ドイツ軍もパルチザンの捕虜になった場合どうなるかは明白だった。
1945年春、チトーはドイツ軍を駆逐し内戦状態の国内の主導権を握ることにも成功し、ついに3月7日、ユーゴスラビア連邦を成立させた。ユーゴスラビアはソ連軍の力を借りずに現地パルチザンによって「解放」された珍しい国となり、戦後相次いで共産化され、ソ連の衛星国と化していった他のバルカン半島諸国とは違う政治路線を歩むことになった。
（コミンフォルム）、（チトー主義）
（ギリシャ内戦）も参照
ギリシャは共産党系ゲリラと政府軍の内戦が続いたが、1949年、イギリスとアメリカの支援により政府軍が勝利した。
トルコはドイツ、イギリス双方からの参戦の誘いを断り続けた後、大戦末期の1945年2月に形式的に連合国側で参戦。ギリシャと並び、戦後の東地中海における西側諸国の中核を担うことになった。

## 総括
バルカン半島は枢軸国側、連合国側、どちらからも主力を投入するほどには重要と見なされない戦線だった。従ってここは第二次世界大戦の他の戦線と比べると目立った作戦、展開の分かりやすい事件が少ない。
しかし、バルカン半島は平和だったわけではない。むしろ何人かの指導者の軽率な判断によって、アルバニア、ユーゴスラビア、ギリシャを中心にこの地域の多くの人々が戦禍に見舞われたのみならず、対立の火を煽られてお互いに殺し殺され憎悪をぶつけ合う関係に陥ってしまったことは、記憶されるべきである。
もう一つ、この戦線では戦争で失われたものがある。それは王制である。戦争の前後で各国の正式な国名がどう変わったかを並べてみると顕著である。
（アルバニア王国）→ 1946年から（アルバニア人民共和国）
（ユーゴスラビア王国）→ 実質的には1943年、憲法上は1946年から（ユーゴスラビア連邦人民共和国）
（ブルガリア王国）→ 1946年から（ブルガリア人民共和国）
（ルーマニア王国）→ 1947年末から（ルーマニア人民共和国）
理由の最たるものは、戦後この地域では共産主義という、王制とは相いれないイデオロギーが優勢になったことが挙げられる。ただし、それが現地住民の自由意思による王制の拒否であったのか、また共産化しなかった国でも王制が長続きしなかった事実との関連がいかなるものなのかは、検討の余地があるであろう。
（ギリシャ王国）→ 1967年に王制廃止、（ギリシャ共和国）へ

## その他キーワード
リリー・マルレーン
ベオグラードのドイツ駐留軍放送局のアナウンサーが、北アフリカで従軍する友人のために、彼が好きだったこの歌を1941年8月18日から毎晩同じ時間にフルで流した。21時57分から流れるこのメロディーはドイツ軍のみならず、北アフリカのイギリス・アメリカ軍将兵の間でも人気になり、この歌は世界的な知名度を誇るようになった。ユーゴスラビアの歴史を題材とした映画『アンダーグラウンド』でこの歌が挿入歌、そして作中の重要なガジェットとして使われるのはこのためである。
なお、当時ベオグラード放送で流れていたのは、今日有名なマレーネ・ディートリヒではなく、ララ・アンデルセンの歌う盤か差し替え盤である。